# 337

## Починали
- 22 май – Константин I Велики, римски император.